# Self (gruppo musicale)
I Self (talvolta scritto sElf o SeLF) sono un gruppo alternative rock statunitense originario di Murfreesboro.

## Formazione

### Formazione attuale
- Matt Mahaffey - voce, missaggio, compositore, produttore
- Chris James - tastiere, piano, campionatore, chitarra, cori
- Mac Burrus - basso, tastiere, corno, cori
- Jason Rawlings - batteria

### Ex componenti
- Mike Mahaffey - chitarra solista, tastiere, voce
- Timm Nobles - basso

## Discografia

### Album studio
- 1995 - Subliminal Plastic Motives (Zoo / Spongebath)
- 1996 - The Half-Baked Serenade (Spongebath)
- 1997 - Feels Like Breakin' Shit (Spongebath / DreamWorks)
- 1999 - Breakfast with Girls (DreamWorks / Spongebath)
- 2000 - Gizmodgery (Spongebath)
- 2000 - Self Goes Shopping (Spongebath)
- 2000 - Selfafornia (Spongebath), remix
- 2004 - Ornament and Crime (DreamWorks)
- 2005 - Porno, Mint & Grime (senza etichetta)

### EP
- Brunch (1998)

### Singoli
- Cannon (1995, Spongebath Records)
- So Low (1996, BMG)
- KiDdies/Suzie Q Sailaway (1999, DreamWorks Records)
- Meg Ryan (1999, DreamWorks Records)
- Could You Love Me Now? (2010)